# ’Tis The Season
A Tis The Season Olivia Newton-John és a Grammy-díjas kanadai Vince Gill karácsonyi lemeze, melyen a The Bradford Singers énekegyüttes és a Londoni Szimfonikus Zenekar is közreműködik. Az albumon ismert és népszerű karácsonyi dalok hangzanak el nagyzenekar és kórus kíséretében. Egyik érdekessége a legrégebbi angol nyelvű zenei emlék, a Greensleeves karácsonyi szövegű változata, a másik, a nehézsége miatt főként operaénekesek által énekelt Ave Maria latin nyelvű változata, mindkettő Olivia Newton-John énekével.

## Az album dalai
- (There's No Place Like) Home For The Holidays (Olivia Newton-John és Vince Gill)
- Sleigh Ride (Vince Gill)
- Silver Bells (Olivia Newton-John)
- Deck the Hall (The Bradford Singers)
- The First Noel (Vince Gill)
- Ave Maria (Olivia Newton-John)
- It Came Upon A Midnight Clear (Vince Gill)
- Away In A Manger (Olivia Newton-John és Vince Gill)
- O Little Town of Bethlehem (The Bradford Singers)
- What Child Is This (Olivia Newton-John)
- Silent Night (Vince Gill)
- O Holy Night (Olivia Newton-John)

## Közreműködők
- Olivia Newton-John
- Vince Gill, Grammy-díjas kanadai énekes
- A tizenhat tagú The Bradford Singers énekegyüttes
- Londoni Szimfonikus Zenekar

## Kiadások
A lemez az USA és Kanada Hallmark üzleteiben jelent meg 2000. szeptember elsején 695XPR2019 katalógusszámon. Az albumon Olivia Newton-John  hat számot énekel, ezek Olivia The Christmas Collection című lemezének 2001 évi első, majd 2010 évi második kiadásán is hallhatóak.